# Світовий тур ІААФ у приміщенні 2019
Світовий тур ІААФ у приміщенні 2019 став четвертим сезоном найбільш рейтингової всесвітньої серії легкоатлетичних змагань, що з 2016 організовується ІААФ.

## Змагання
Як і попереднього року, серія складалась з 6 змагань, хоча в дещо зміненій їх послідовності в легкоатлетичному календарі.
| Дата      | Змагання                      | Місто       | Примітки |
| --------- | ----------------------------- | ----------- | -------- |
| 26 січня  | New Balance Indoor Grand Prix | Бостон      | [ 1 ]    |
| 2 лютого  | Indoor Meeting Karlsruhe      | Карлсруе    | [ 2 ]    |
| 6 лютого  | Кубок Коперника               | Торунь      | [ 3 ]    |
| 8 лютого  | Madrid Indoor Meeting         | Мадрид      | [ 4 ]    |
| 16 лютого | Birmingham Indoor Grand Prix  | Бірмінгем   | [ 5 ]    |
| 20 лютого | PSD Bank Meeting              | Дюссельдорф | [ 6 ]    |

## Регламент
Регламент серії-2019 передбачав визначення переможців в п'яти чоловічих (400 м, 1500 м (1 миля), 60 м з/б, висота та довжина) та шести жіночих (60 м, 800 м (600 м), 3000/5000 м, жердина, потрійний та ядро) дисциплін. За перемогу в кожному змаганні нараховувалось 10 очок та US$ 3 000 призових, за друге місце — 7 (US$ 1 500), за третє — 5 (US$ 1 000) та за четверте — 3 очки (US$ 750). Крім цього, за встановлення світового рекорду передбачалось нарахування додатково 3 очок. Переможець загального заліку в кожній дисципліні визначався за трьома найкращими очковими виступами в серії, отримував US$ 20 000 та автоматично набував право взяти участь у чемпіонаті світу-2020 в приміщенні.

## Переможці

### Чоловіки
| Дисципліна → Етап ↓ | 400 м               | 1500 м / 1 миля                           | 60 м з/б                              | Висота           | Довжина                      |
| ------------------- | ------------------- | ----------------------------------------- | ------------------------------------- | ---------------- | ---------------------------- |
| Бостон              | Натан Стротер 46,97 | Йоміф Кеджелча 3.51,70 (1 миля)           | Джаррет Ітон 7,64                     |                  |                              |
| Карлсруе            | Павел Маслак 46,78  | Вінсент Кібет 3.38,23 (1500 м)            |                                       | Наото Тобе 2,35  | Тобіас Нільссон Монтлер 8,08 |
| Торунь              | Павел Маслак 46,19  | Самуель Тефера 3.35,57 (1500 м)           | Орландо Ортега 7,49                   | Ілля Іванюк 2,25 | Хуан Мігель Ечеваррія 8,12   |
| Мадрид              | Натан Стротер 46,21 | Бетвелл Бірген 3.40,17 (1500 м)           | {{Прапорець]\|USA}} Джаррет Ітон 7,56 |                  | Мільтіадіс Тентоглу 8,23     |
| Бірмінгем           | Натан Стротер 46,45 | Самуель Тефера 3.31,04 WIR (1500 м)       | Джаррет Ітон 7,51                     | Наото Тобе 2,29  | Хуан Мігель Ечеваррія 8,21   |
| Дюссельдорф         | Натан Стротер 46,48 | Якоб Інгебрігтсен 3.36,02 WIU20R (1500 м) | Орландо Ортега 7,52                   | Наото Тобе 2,34  |                              |
| Загальний залік     | Натан Стротер 30    | Самуель Тефера 30                         | Джаррет Ітон 30                       | Наото Тобе 30    | Хуан Мігель Ечеваррія 27     |

### Жінки
| Дисципліна → Етап ↓ | 60 м                 | 600 / 800 м                         | 3000 / 5000 м                              | Жердина                                                 | Потрійний           | Ядро                  |
| ------------------- | -------------------- | ----------------------------------- | ------------------------------------------ | ------------------------------------------------------- | ------------------- | --------------------- |
| Бостон              | Мішель-Лі Ах'є 7,21  | Ревін Роджерс 1.27,31 (600 м)       | Констанце Клостергальфен 15.15,80 (5000 м) | Кеті Наджеотт 4,86                                      |                     | Меггі Івен 19,28      |
| Карлсруе            | Ева Свобода 7,10     |                                     | Мелісса Кортні 8.43,36 (3000 м)            | Аліша Ньюман Анжеліка Сидорова Екатеріні Стефаніді 4,71 | Ана Пелетейро 14,51 |                       |
| Торунь              | Ева Свобода 7,15     | Хабітам Алему 1.59,49 (800 м)       |                                            |                                                         |                     | Крістіна Шваніц 18,97 |
| Мадрид              | Ева Свобода 7,11     |                                     | Алемаз Самуель 8.43,76 (3000 м)            | Анжеліка Сидорова 4,91                                  | Юлімар Рохас 14,92  |                       |
| Бірмінгем           | Елейн Томпсон 7,13   | Шелайна Оскан-Кларк 2.01,16 (800 м) | Алемаз Самуель 8.54,60 (3000 м)            | Голлі Бредшоу 4,81                                      |                     |                       |
| Дюссельдорф         | Марі-Жозе Та Лу 7,02 | Хабітам Алему 2.00,70 (800 м)       |                                            | Анжеліка Сидорова 4,77                                  | Юлімар Рохас 14,46  | Крістіна Шваніц 19,14 |
| Загальний залік     | Ева Свобода 30       | Хабітам Алему 20                    | Алемаз Самуель 27                          | Анжеліка Сидорова 30                                    | Юлімар Рохас 27     | Крістіна Шваніц 27    |